# Domnius von Split

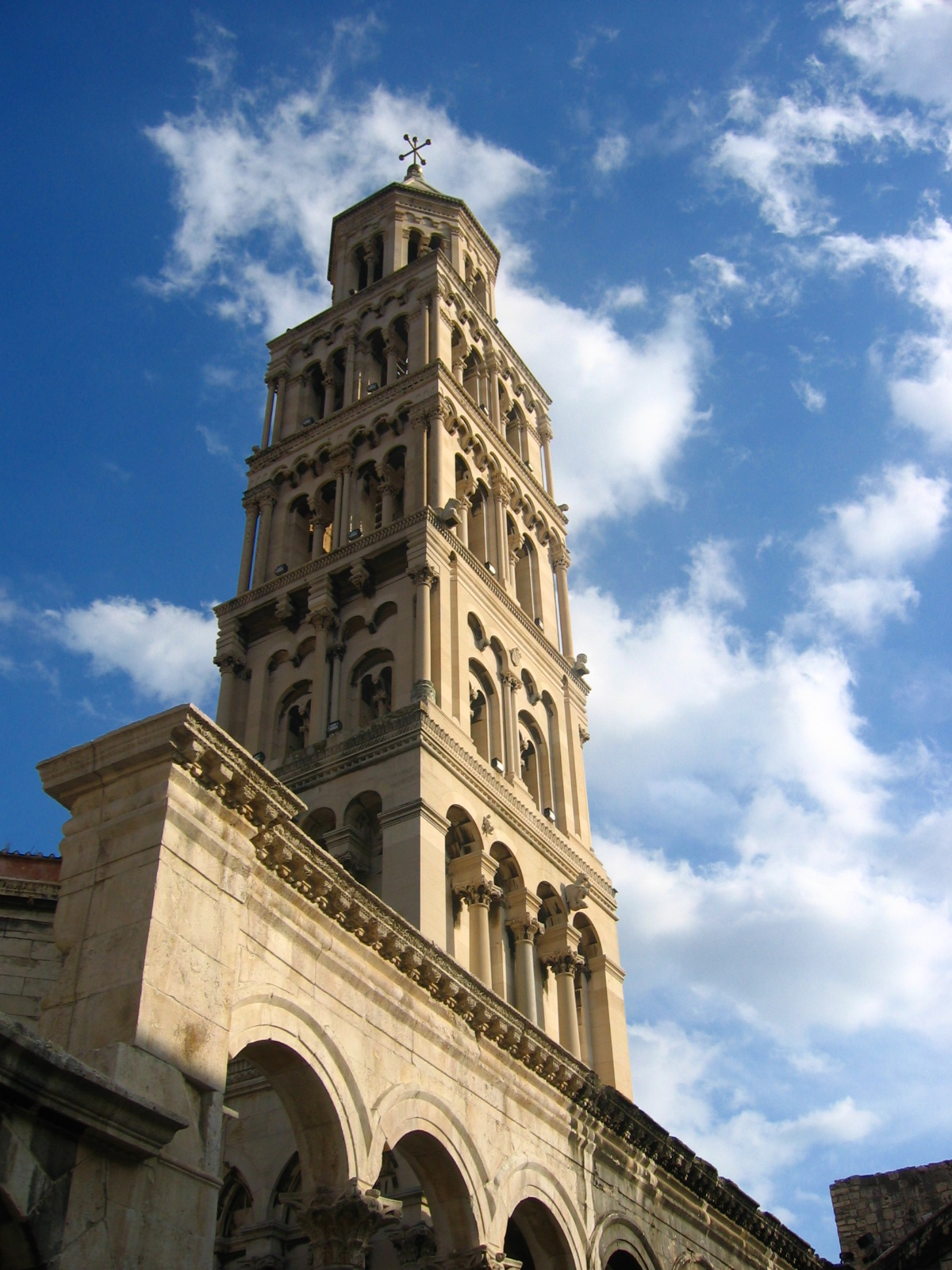
Kathedrale des hl. Domnius

Domnius von Split (* im 3. Jahrhundert in Syrien, heute Türkei; † im Jahre 304 in Dalmatien, heute Kroatien) war Bischof und Märtyrer. Er ist ein Heiliger der römisch-katholischen Kirche.

## Leben
Der heilige Domnius von Split (lat. Domnius; kroat. Sveti Duje) wurde im 3. Jahrhundert in Antiochien, in jener Epoche zu Syrien gehörend, heute in der Türkei gelegen, geboren. Im 3. Jahrhundert war er Bischof des Bistums Salona, heute das Erzbistum Split-Makarska. Er wurde mit weiteren sieben Christen bei der letzten Christenverfolgung im Römischen Reich unter Kaiser Diokletian im Jahre 304 bei Salona dem Scharfrichter übergeben und enthauptet. Die Christen der Stadt Salona begruben seinen Leichnam heimlich. Über seinem Grab wurde eine Basilika errichtet. Heute befinden sich seine Reliquien in der ihm geweihten Kathedrale Sv. Duje von Split, dem eigentlichen Mausoleum des römischen Kaisers Diokletian. Zugleich ist er der Schutzpatron der kroatischen Küstenstadt Split.
Sein Gedenktag wird am 7. Mai begangen.